# Équipe du Honduras féminine de football
Cet article traite de l'équipe féminine. Pour l'équipe masculine, voir Équipe du Honduras de football.
Maillots
L'équipe du Honduras féminine de football est l'équipe nationale qui représente Honduras dans les compétitions majeures de football féminin placée sous l'égide de la Fédération du Honduras de football.

## Classement FIFA
| Année               | 2003 | 2004 | 2005 | 2006 | 2007 | 2008 | 2009 | 2010 | 2011 | 2012 | 2013 | 2014 | 2015 | 2016 | 2017 | 2018 |
| ------------------- | ---- | ---- | ---- | ---- | ---- | ---- | ---- | ---- | ---- | ---- | ---- | ---- | ---- | ---- | ---- | ---- |
| Classement mondial  |      |      |      |      |      |      |      |      |      |      |      |      |      |      |      |      |
| Classement Concacaf | 10   | 12   | 12   | 12   |      |      |      | 11   | 13   | 12   | 10   | 13   |      |      |      |      |

## Parcours dans les compétitions internationales

### Parcours enCoupe du monde
- 1991 : Non qualifié
- 1995 : Non qualifié
- 1999 : Non qualifié
- 2003 : Non qualifié
- 2007 : Non qualifié
- 2011 : Non qualifié
- 2015 : Non qualifié
- 2019 : Non qualifié

### Parcours enChampionnat féminin de la CONCACAF
- 1991 : Non qualifié
- 1993 : Non qualifié
- 1994 : Non qualifié
- 1998 : Non qualifié
- 2000 : Non qualifié
- 2002 : Non qualifié
- 2006 : Non qualifié
- 2010 : Non qualifié
- 2014 : Non qualifié
- 2018 : Non qualifié